# Pontvallain
Pontvallain é uma comuna francesa na região administrativa do País do Loire, no departamento de Sarthe. Estende-se por uma área de 34.88 km². Em 2010 a comuna tinha 1 687 habitantes (densidade: 48,4 hab./km²).